# پریسیلا و آکیلا
پریسیلا و آکیلا (انگلیسی: Priscilla and Aquila) یک زوج متأهل هیئت‌های تبلیغی مسیحی بودند که در عهد جدید شرح داده شده‌است.